# Pareulype carolinaria
Pareulype carolinaria är en fjärilsart som beskrevs av Oberthür sensu Culot 1919. Pareulype carolinaria ingår i släktet Pareulype och familjen mätare. Inga underarter finns listade i Catalogue of Life.